# Internationale erkenning van de onafhankelijkheid van Kosovo

Landen die Kosovo erkennen als onafhankelijke staat
Landen die de erkenning van Kosovo hebben ingetrokken
Landen die Kosovo niet erkennen als onafhankelijke staat
Kosovo

Op 17 februari 2008 riep Kosovo een eenzijdige onafhankelijkheid uit van Servië. Servië beschouwt Kosovo, waar het de facto geen gezag over heeft, echter nog altijd als een autonome provincie van Servië. De status van Kosovo als soeverein land wordt daarom betwist. De internationale reacties verschillen; een deel van de internationale gemeenschap, 108 van de 193 VN-lidstaten, erkent Kosovo als onafhankelijk land, waaronder de Verenigde Staten, Nederland en België. Costa Rica was het eerste land dat Kosovo officieel erkende als een onafhankelijke staat. Tot nog toe hebben 22 van de 27 EU-landen Kosovo erkend. Dit geldt niet voor de EU-landen Cyprus, Griekenland, Roemenië, Slowakije en Spanje. Op 22 juli 2010 oordeelde het Internationaal Gerechtshof dat de eenzijdige onafhankelijkheidsverklaring niet in strijd is met het volkenrecht.

## Geschiedenis
De Kosovaarse onafhankelijkheid was een streven van de Albanese bevolking, de ruime etnische meerderheid in de destijds autonome provincie Kosovo en Metohija. De wens was het gevolg van de opgelopen spanning tussen hen en de Servische autoriteiten in de jaren 90 van de 20e eeuw. Na de Kosovo-oorlog in 1999 verloor Servië het gezag over Kosovo maar bleef het de jure wel onderdeel van Servië. Op 17 februari 2008 riep Kosovo zich eenzijdig onafhankelijk van Servië.

## Landen die Kosovo erkend hebben
|     | Land                         | Datum van de erkenning | Status van de wederzijdse diplomatieke relaties |
| --- | ---------------------------- | ---------------------- | --- |
| 1   | Costa Rica                   | 17 februari 2008       | |
| 2   | Afghanistan                  | 18 februari 2008       | |
| 3   | Albanië                      | 18 februari 2008       | Ambassade van Albanië in Pristina sinds 19 februari 2008 Ambassade van Kosovo in Tirana                                                                        |
| 4   | Frankrijk                    | 18 februari 2008       | Ambassade van Frankrijk in Pristina Ambassade van Kosovo in Parijs                                                                                             |
| 5   | Turkije                      | 18 februari 2008       | Ambassade van Turkije in Pristina Ambassade van Kosovo in Ankara                                                                                               |
| 6   | Verenigde Staten             | 18 februari 2008       | Ambassade van de Verenigde Staten in Pristina Ambassade van Kosovo in Washington, D.C.                                                                         |
| 7   | Verenigd Koninkrijk          | 18 februari 2008       | Ambassade van het Verenigd Koninkrijk in Pristina sinds 5 maart 2008 Ambassade van Kosovo in Londen                                                            |
| 8   | Senegal                      | 18 februari 2008       | |
| 9   | Australië                    | 19 februari 2008       | Diplomatieke relaties sinds 21 mei 2008 De Australische ambassade in Wenen wordt bevoegd voor Kosovo                                                           |
| 10  | Letland                      | 20 februari 2008       | Letland en de Kosovaarse regering onderhouden diplomatieke relaties sinds 10 juni 2008                                                                         |
| 11  | Duitsland                    | 20 februari 2008       | Ambassade van Duitsland in Pristina sinds 27 februari 2008 Ambassade van Kosovo in Berlijn                                                                     |
| 12  | Estland                      | 21 februari 2008       | Estland en de Kosovaarse regering onderhouden diplomatieke relaties sinds 24 april 2008 De ambassade van Estland in Brussel wordt verantwoordelijk voor Kosovo |
| 13  | Italië                       | 21 februari 2008       | Ambassade van Italië in Pristina sinds 15 mei 2008 Ambassade van Kosovo in Rome                                                                                |
| 14  | Denemarken                   | 21 februari 2008       | Ambassade van Denemarken in Wenen is vanaf 6 maart 2008 verantwoordelijk voor Kosovo                                                                           |
| 15  | Luxemburg                    | 21 februari 2008       | Liaisonbureau van Luxemburg in Pristina |
| 16  | Peru                         | 22 februari 2008       | |
| 17  | België                       | 24 februari 2008       | Liaisonbureau van België in Pristina Ambassade van Kosovo in Brussel                                                                                           |
| 18  | Polen                        | 26 februari 2008       | |
| 19  | Zwitserland                  | 27 februari 2008       | Ambassade van Zwitserland in Pristina sinds 28 maart 2008 Ambassade van Kosovo in Bern                                                                         |
| 20  | Oostenrijk                   | 28 februari 2008       | Ambassade van Oostenrijk in Pristina sinds 20 maart 2008 Ambassade van Kosovo in Wenen                                                                         |
| 21  | Ierland                      | 29 februari 2008       | Ambassade van Ierland in Budapest is sinds 11 november 2008 verantwoordelijk voor Kosovo                                                                       |
| 22  | Zweden                       | 4 maart 2008           | Liaisonbureau van Zweden in Pristina, ondergeschikt aan de ambassade in Skopje Ambassade van Kosovo in Stockholm                                               |
| 23  | Nederland                    | 4 maart 2008           | Ambassade van Nederland in Pristina sinds 27 juni 2008 Ambassade van Kosovo in Den Haag                                                                        |
| 24  | IJsland                      | 5 maart 2008           | |
| 25  | Slovenië                     | 5 maart 2008           | Ambassade van Slovenië in Pristina sinds 15 mei 2008 Ambassade van Kosovo in Ljubljana                                                                         |
| 26  | Finland                      | 7 maart 2008           | Ambassade van Finland in Pristina |
| 27  | Japan                        | 18 maart 2008          | Diplomatieke relaties sinds 25 februari 2009 Liaisonbureau van Japan in Pristina Ambassade van Kosovo in Tokio, nog te openen                                  |
| 28  | Canada                       | 18 maart 2008          | Ambassade van Canada in Zagreb is verantwoordelijk voor Kosovo                                                                                                 |
| 29  | Monaco                       | 19 maart 2008          | |
| 30  | Hongarije                    | 19 maart 2008          | Ambassade van Hongarije in Pristina |
| 31  | Kroatië                      | 19 maart 2008          | Ambassade van Kroatië in Pristina sinds 6 november 2008 Ambassade van Kosovo in Zagreb, nog te openen                                                          |
| 32  | Bulgarije                    | 20 maart 2008          | Ambassade van Bulgarije in Pristina |
| 33  | Liechtenstein                | 25 maart 2008          | Liechtenstein wordt vertegenwoordigd door de Zwitserse ambassade                                                                                               |
| 34  | Zuid-Korea                   | 28 maart 2008          | |
| 35  | Noorwegen                    | 28 maart 2008          | Ambassade van Noorwegen in Pristina |
| 36  | Marshalleilanden             | 17 april 2008          | |
| 37  | Burkina Faso                 | 23 april 2008          | |
| 38  | Litouwen                     | 6 mei 2008             | Diplomatieke relaties sinds 1 september 2008 |
| 39  | San Marino                   | 12 mei 2008            | |
| 40  | Tsjechië                     | 21 mei 2008            | Ambassade van Tsjechië in Pristina sinds 16 juli 2008 Ambassade van Kosovo in Praag, nog te openen                                                             |
| 41  | Liberia                      | 30 mei 2008            | |
| 42  | Sierra Leone                 | 11 Juni 2008           | |
| 43  | Colombia                     | 4 augustus 2008        | Ambassade van Kosovo in Bogotá, nog te openen |
| 44  | Belize                       | 7 augustus 2008        | |
| 45  | Malta                        | 22 augustus 2008       | |
| 46  | Samoa                        | 15 september 2008      | |
| 47  | Portugal                     | 7 oktober 2008         | Ambassade van Kosovo in Lissabon, nog te openen |
| 48  | Montenegro                   | 9 oktober 2008         | Ambassade van Kosovo in Podgorica, nog te openen |
| 49  | Noord-Macedonië              | 9 oktober 2008         | Liaisonbureau van Macedonië in Pristina Ambassade van Kosovo in Skopje                                                                                         |
| 50  | Verenigde Arabische Emiraten | 14 oktober 2008        | Ambassade van Kosovo in Abu Dhabi, nog te openen |
| 51  | Maleisië                     | 30 oktober 2008        | Liaisonbureau van Maleisië in Pristina |
| 52  | Micronesië                   | 5 december 2008        | |
| 53  | Panama                       | 16 januari 2009        | |
| 54  | Malediven                    | 19 februari 2009       | Diplomatieke relaties sinds 16 april 2009 |
| 55  | Palau                        | 6 maart 2009           | |
| 56  | Gambia                       | 7 april 2009           | |
| 57  | Saoedi-Arabië                | 20 april 2009          | Ambassade van Kosovo in Riyad, nog te openen Liaisonbureau van Saoedi-Arabië in Pristina                                                                       |
| 58  | Comoren                      | 14 mei 2009            | |
| 59  | Bahrein                      | 19 mei 2009            | |
| 60  | Jordanië                     | 7 juli 2009            | |
| 61  | Dominicaanse Republiek       | 10 juli 2009           | |
| 62  | Nieuw-Zeeland                | 9 november 2009        | Diplomatieke relaties sinds 9 november 2009 |
| 63  | Malawi                       | 14 december 2009       | |
| 64  | Mauritanië                   | 12 januari 2010        | |
| 65  | Swaziland                    | 12 april 2010          | |
| 66  | Vanuatu                      | 28 april 2010          | Diplomatieke relaties sinds 23 september 2010 |
| 67  | Djibouti                     | 8 mei 2010             | |
| 68  | Somalië                      | 19 mei 2010            | |
| 69  | Honduras                     | 3 september 2010       | |
| 70  | Kiribati                     | 21 oktober 2010        | |
| 71  | Tuvalu                       | 18 november 2010       | |
| 72  | Qatar                        | 7 januari 2011         | |
| 73  | Guinee-Bissau                | 10 januari 2011        | |
| 74  | Oman                         | 4 februari 2011        | |
| 75  | Andorra                      | 8 juni 2011            | |
| 76  | Guinee                       | 12 augustus 2011       | |
| 77  | Niger                        | 15 augustus 2011       | |
| 78  | Benin                        | 18 augustus 2011       | |
| 79  | Saint Lucia                  | 19 augustus 2011       | |
| 80  | Gabon                        | 15 september 2011      | |
| 81  | Ivoorkust                    | 16 september 2011      | |
| 82  | Koeweit                      | 11 oktober 2011        | |
| 83  | Ghana                        | 23 januari 2012        | |
| 84  | Haïti                        | 10 februari 2012       | |
| 85  | Brunei                       | 25 april 2012          | |
| 86  | Tsjaad                       | 1 juni 2012            | |
| 87  | Oost-Timor                   | 20 september 2012      | |
| 88  | Fiji                         | 19 november 2012       | |
| 89  | Saint Kitts en Nevis         | 28 november 2012       | |
| 90  | Pakistan                     | 24 december 2012       | |
| 91  | Tanzania                     | 29 mei 2013            | |
| 92  | Guyana                       | 13 juni 2013           | |
| 93  | Jemen                        | 11 juni 2013           | |
| 94  | Egypte                       | 26 juni 2013           | |
| 95  | Thailand                     | 24 september 2013      | |
| 96  | Grenada                      | 25 september 2013      | |
| 97  | Libië                        | 25 september 2013      | |
| 98  | Tonga                        | 20 januari 2014        | |
| 99  | Lesotho                      | 11 februari 2014       | |
| 100 | El Salvador                  | 18 oktober 2014        | |
| 101 | Antigua en Barbuda           | 20 mei 2015            | |
| 102 | Suriname                     | 8 juli 2016            | |
| 103 | Singapore                    | 1 december 2016        | |
| 104 | Bangladesh                   | 27 februari 2017       | |
| 105 | Barbados                     | 15 februari 2018       | |
| 106 | Israël                       | 4 september 2020       | |
| 107 | Kenia                        | 26 maart 2025          | |
| 108 | Soedan                       | 12 april 2025          | |

## Landen die hun erkenning van Kosovo ingetrokken hebben
|   | Land                          | Datum van de erkenning | Datum van de terugtrekking van de erkenning |
| - | ----------------------------- | ---------------------- | ------------------------------------------- |
| 1 | Burundi                       | 16 oktober 2012        | 15 februari 2018                            |
| 2 | Papoea-Nieuw-Guinea           | 3 oktober 2012         | 5 juli 2018                                 |
| 3 | Dominica                      | 11 december 2012       | 2 november 2018                             |
| 4 | Salomonseilanden              | 13 augustus 2014       | 28 november 2018                            |
| 5 | Madagaskar                    | 24 november 2017       | 7 december 2018                             |
| 6 | Togo                          | 11 juli 2014           | 28 juni 2019                                |
| 7 | Centraal-Afrikaanse Republiek | 22 juli 2011           | 24 juli 2019                                |
| 8 | Nauru                         | 23 april 2008          | 13 november 2019                            |

## Landen die Kosovo erkend hebben, maar die zelf niet of slechts gedeeltelijk erkend zijn
1. Taiwan[167]
2. Cookeilanden[168]
3. Niue[169]

## Landen die Kosovo niet erkennen
1. Algerije[170]
2. Argentinië[171]
3. Azerbeidzjan[172]
4. Bolivia
5. Bosnië en Herzegovina[173]
6. Brazilië[174]
7. Cuba
8. Cyprus[175]
9. Georgië[176]
10. Griekenland[176]
11. India[177]
12. Indonesië
13. Iran[178][179]
14. Kazachstan[180]
15. Kirgizië
16. Mali[181]
17. Moldavië
18. Oekraïne[182]
19. Roemenië[175][176]
20. Rusland[175]
21. Servië[175][176]
22. Slowakije[175][176]
23. Spanje[176]
24. Sri Lanka[183]
25. Tadzjikistan[184]
26. Uruguay[185]
27. Venezuela
28. Vietnam[186]
29. Wit-Rusland[187]
30. Zuid-Afrika[188]